# Attentat du 19 février 2022 de Beledweyne
L'attentat du 19 février 2022 de Beledweyne est survenu le 19 février 2022 lorsqu'un kamikaze des shebabs a tué 14 personnes dans un restaurant de Beledweyne, en Somalie,.

## Contexte
Le groupe militant islamiste shebabs, la branche somalienne d'Al-Qaïda, a commencé son insurrection pendant la phase 2006-2009 de la guerre civile somalienne. En 2009, ils ont perpétré un attentat suicide à la voiture piégée dans un hôtel à Beledweyne, dans la région d'Hiiraan, dans l'État de Hirshabelle, tuant 57 personnes. Le groupe militant y a participé à des combats en 2010 (en) et 2011 (en).

## Attentat
Dans la matinée du 19 février 2022, un kamikaze a fait exploser une bombe dans un restaurant à Beledweyene. Il a tué 14 personnes, dont un candidat aux élections du même mois, et en a blessé au moins 12 autres. Le même jour, les shebabs ont revendiqué la responsabilité de l'attaque.